# Famille Fitzalan
La famille Fitzalan (nom anglicisé de Fils-Alain ou Fitz Alain) est une noble famille du baronnage anglo-normand d'origine bretonne qui devient prééminente au XIIIe siècle, qui plus tard obtient le titre de comte d'Arundel.
Sir Alain FitzFlaad (en) fait partie des Bretons recrutés par Henri Ier avant son accession au trône d'Angleterre en 1100. Il est récompensé pour son soutien passé par des terres en Angleterre, et devient un tenant en chef dans dix comtés, d'après le « Domesday Book ».

## Généalogie
```
Alain, sénéchal héréditaire de l'
évêché
 de 
Dol
 (
(la)
 
dapifer sacrae ecclesiae Dolensis archiepiscopi Dolensis
)
│
├─> Alain († 1097), sénéchal de Dol, mort à la 
première croisade

│
└─> Fledaldus 
dit
 Flaad († 1106), sénéchal de Dol
    │
    └─> Alain FitzFlaad († 1114), sénéchal de Dol
        │
        ├─> 
Simon FitzAlan
 
(en)
 († 1164), hérite du 
patrimoine
 
breton
, sénéchal de Dol
        ├─> 
Gauthier FitzAlan
 († 1177), sénéchal héréditaire d'Écosse, primogéniteur de la 
maison Stuart

        │
        └─> 
Guillaume FitzAlan
 († 1160), 
seigneur
 de 
Clun
 et d'
Oswestry
, 
shérif
 de 
Shropshire

            │
            └─> 
Guillaume
 
(en)
 (v. 1154 † v. 1210), 
seigneur
 de 
Clun
 et d'
Oswestry

                │
                └─> 
Jean
 
(en)
 († 1240), épouse Isabelle, héritière de 
Guillaume d'Aubigny
, 
3
e
 
comte d'Arundel

                    │
                    └─> 
Jean
 
(en)
 († 1267)
                        │
                        └─> 
Jean
 
(en)
 († 1272)
                            │
                            └─> 
Richard
 
(en)
 († 1302), 
nommé
 
chevalier
 et élevé par mandat en tant que 
comte d'Arundel
 (1289)
                                │
                                └─> 
Edmond
 († 1326)
                                    │
                                    └─> dont les 
comtes d'Arundel
, puis 
ducs de Norfolk
.
```

### Sources
- Edmund King, « William fitz Alan (c.1105–1160) », dans Oxford Dictionary of National Biography, Oxford University Press, 2004.
- Sénéchaux de Dol sur Medieval Lands.